# Orbiting Geophysical Observatory
Orbiting Geophysical Observatory est une série de six satellites scientifiques américains de la NASA lancés entre 1964 et 1969 qui étudient l'atmosphère terrestre, la magnétosphère et le milieu interplanétaire. Tous ces satellites d'une masse d'environ 500 à 600 kg utilisent la même plate-forme mais emportent des instruments scientifiques différents.

## Contexte

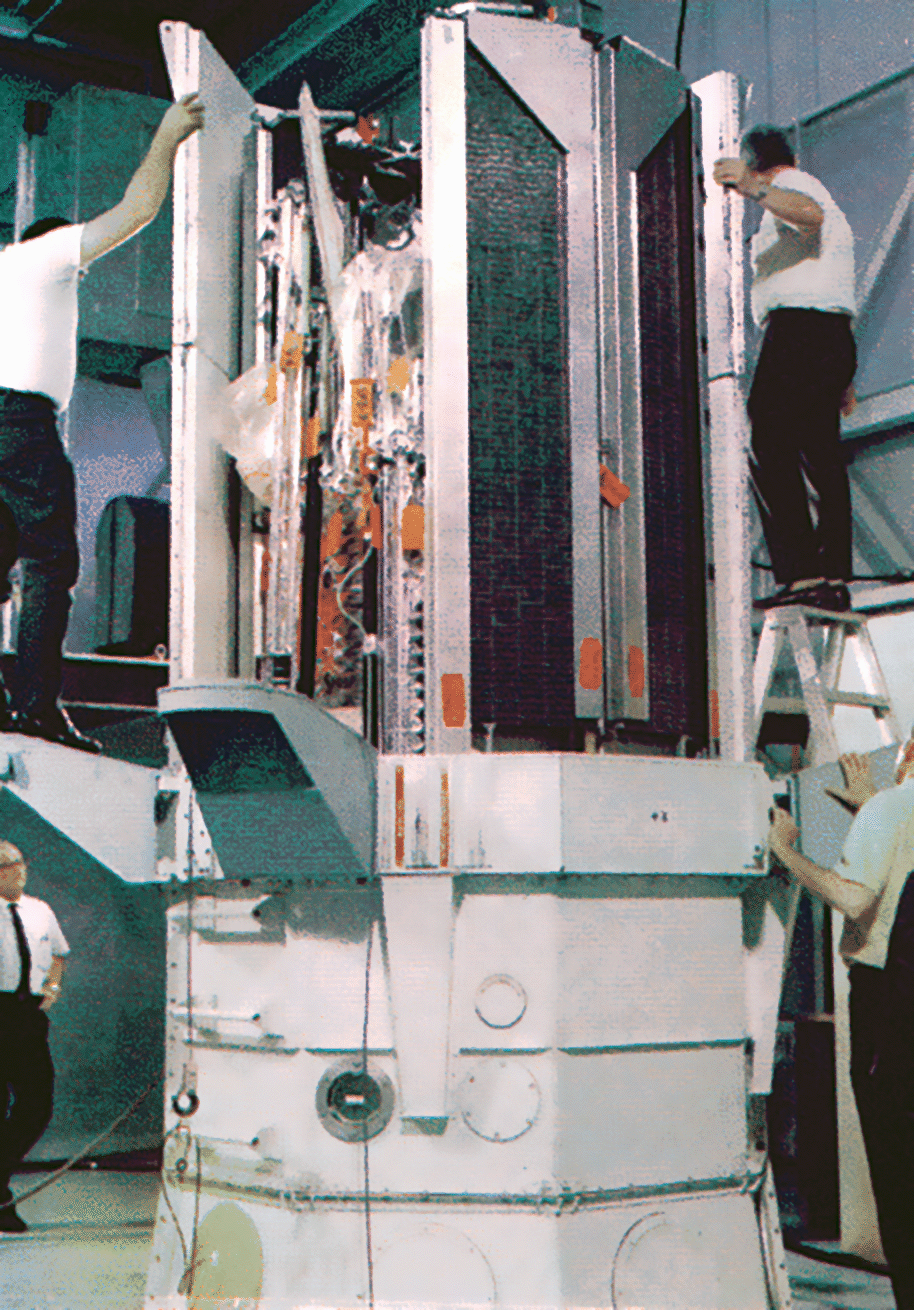
Le satellite OGO 6 en cours d'assemblage.

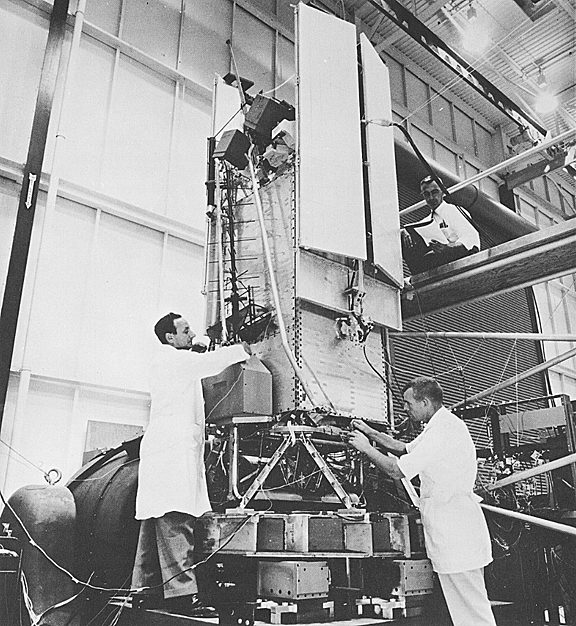
Les essais de vibration du satellite OGO 6.

À la fin des années 1950 et au début des années 1960, le programme spatial américain connaît une expansion rapide au point que les satellites OGO, dont la conception débute en 1960, constituent la troisième génération de satellite alors que seulement 3 ans se sont écoulés depuis le lancement du premier satellite artificiel Spoutnik 1. De nombreuses découvertes sur l'environnement spatial tels que les ceintures de Van Allen, le vent solaire et la magnétosphère sont découverts par les tout premiers satellites comme Explorer 1, 3, 4 et 11, Vanguard 1, Pioneer 3 et Pioneer 4. Au début des années 1960, ces phénomènes sont étudiés de manière plus détaillés par une douzaine de satellites de deuxième génération caractérisés par une taille plus importante et capables d'emporter des instruments plus sophistiqués. Mais dès 1960, il devient évident que des expériences plus conclusives devront être menées par une troisième génération de satellites de taille plus importante capable d'emporter de nombreux instruments permettant d'examiner des phénomènes sous différents aspects et disposant d'une capacité élevée de transfert de données. Cette troisième génération baptisée Observatory (observatoire) pour souligner cette démarche. Les satellites Orbiting Geophysical Observatory constituent une des trois familles d'observatoires développés à cette époque avec les OSO (observatoires solaires) et les OAO (observatoires astronomiques).
Le programme OGO est mis sur pied par le Centre de vol spatial Goddard de la NASA. La réalisation des satellites est confiée le 6 janvier 1961 à la société TRW et confirmée par un contrat passé le 3 août 1962. Le lancement est confié à l'Armée de l'air américaine, la USAF. Celle-ci utilise deux types de lanceur : le lanceur Thor-LV3 Agena pour les satellites OGO placés en orbite polaire basse et le lanceur Atlas-Agena, plus puissante, pour ceux placés en orbite elliptique haute.

## Objectifs
L'objectif scientifique du programme OGO est de mener une longue série d'expériences dans l'atmosphère terrestre, dans la magnétosphère et dans le milieu interplanétaire proche afin de mieux comprendre les relations entre la Terre et le Soleil et étudier la Terre en tant que planète. Sur le plan technique, il s'agit de mettre au point une plate-forme stabilisée sur 3 axes permettant d'emporter un grand nombre d'instruments scientifiques tout en permettant une intégration facile.

## Déroulement du programme

### OGO 1
OGO 1 (OGO-A) est lancé avec succès depuis la base de lancement de Cap Canaveral le 5 septembre 1964 et placé sur une orbite initiale de 281 × 149 385 km avec une inclinaison de 31,2°. Deux mâts porteurs d'expériences ne parviennent pas à se déployer correctement et l'une de ceux-ci masque le senseur d'horizon. En conséquence, le satellite ne parvient pas à maintenir une orientation fixe comme prévu. Les opérateurs décident de stabiliser OGO 1 en le maintenant en rotation à raison de 5 tours par minute. Les 20 instruments scientifiques fournissent néanmoins des données mais le volume est moindre que prévu pour certains d'entre eux. En septembre 1964, les scientifiques disposent de données acceptables pour 70 % de la région balayée par l'orbite. Au printemps et à l'automne le nombre d'instruments actifs doit être réduit car le satellite dispose d'une quantité d'énergie limitée du fait de son mouvement de rotation. La mission de OGO 1 s'achève le 1er novembre 1971.
Ce satellite revient volontairement sur terre, au niveau de l'Océan Pacifique, le samedi 29 août 2020. Il a survolé les îles de Moorea et de Tahiti, de la Polynésie française, vers 10 h 43, heure locale, à environ 60-70 km d'altitude. Le phénomène lumineux et la dislocation du satellite étaient visibles de Tahiti à l'œil nu.
Le satellite a fini sa course à environ 1500 km au sud de Tahiti.

### OGO 2
OGO 2 (OGO-C) emporte une vingtaine d'expériences scientifiques avec l'objectif d'effectuer des observations des aurores polaires, de la luminescence atmosphérique, des particules énergisées, des variations affectant le champ magnétique et des propriétés de l'ionosphère. Ces observations doivent être effectuées en particulier dans les régions surplombant les pôles. Le satellite est placé sur une orbite polaire basse (414 × 1 510 km avec une inclinaison de 87,4°) le 14 octobre 1965 par un lanceur Thor-Agena D depuis la base de lancement de Vandenberg. Peu après le lancement, le système de contrôle d'attitude épuise le gaz dont il dispose pour contrôler l'orientation du satellite et le satellite entre en rotation lente. Cinq des expériences ne peuvent plus fonctionner dans ces conditions et six autres fournissent des résultats dégradés. En avril 1966, les deux accumulateurs tombent en panne et les observations se limitent en conséquence aux portions éclairées de l'orbite. En décembre 1966, il ne reste plus que 8 expériences opérationnelles dont seules 5 fournissent des résultats non dégradés. Le 1er novembre 1967, le satellite est mis en veille. Du fait des problèmes d'énergie, les données recueillies à cette date ne portent que sur une période totale de 306 jours. Un instrument est brièvement réactivé durant deux semaines en février 1968 puis les opérations sont définitivement arrêtées le 1er novembre 1971.

### OGO 3
OGO 3 (OGO-B) est lancé le 7 juin 1966 et placé sur une orbite de 295 × 122 219 km et 31° d'inclinaison. Les 21 expériences, formant le plus grand ensemble d'instruments scientifiques jamais placé sur orbite, renvoient toutes des données de qualité. Les expériences sont en majorité identiques à celles ayant volé sur OGO 1. Elles comprennent 4 expériences pour l'étude du rayonnement cosmique, 4 consacrées au plasma, deux aux rayonnements piégés, deux au champ magnétique terrestre, une à l'ionosphère, 3 à l'étude du rayonnement optique et des émissions radio et une aux micrométéorites. L'instrument chargé de détecter les positons et les sursauts gamma, qui n'avait pas fonctionné à bord de OGO 1, fournit dans une version modifiée des résultats satisfaisants. Le satellite reste stabilisé sur 3 axes durant 46 jours. Au bout de cette période, le 23 juillet 1966, un défaillance d'un des équipements chargé du contrôle d'attitude oblige les opérateurs à stabiliser le satellite en le mettant en rotation (période de rotation comprise entre 90 et 125 secondes). À partir de juin 1969, la collecte de données ne peut plus se faire que sur 50 % de l'orbite. La collecte régulière de données s'achève le 1er décembre 1969 et la mission s'achève le 29 février 1972.

### OGO 4
Le satellite OGO 4 (OGO-D) est lancé le 28 juillet 1967 par un lanceur Thor-Agena D depuis la base de Vandenberg et placé sur une orbite polaire de 416 × 900 km avec une déclinaison de 86°. Les objectifs sont les mêmes que ceux de OGO 2. Le satellite rencontre des problèmes avec le système de contrôle d'attitude peu après le lancement mais parviennent à corriger le problème et durant 18 mois le satellite est stabilisé sur 3 axes. À mi janvier 1969, le système d'enregistrement sur bande magnétique tombe en panne et les opérateurs ne parviennent plus maintenir l'orientation du satellite. Celui-ci est mis en rotation pour le stabiliser autour de son axe vertical avec une légère précession et une période initiale de 202 secondes. Dans cette nouvelle configuration 7 des expériences sont arrêtées car elles ne peuvent plus fournir des résultats viables. Le 27 octobre 1969, le satellite est mis en veille. Une expérience de réception des ondes basse fréquence est réactivée à plusieurs reprises en 1970 et 1971 puis les opérations sont définitivement arrêtées le 27 septembre 1971.

### OGO 5
Le cinquième observatoire OGO 5 (OGO-E) est lancé le 4 mars 1969. Le satellite est consacré en priorité à l'observation de la Terre. Il circule sur une orbite initiale de 272 × 148 228 km avec une inclinaison de 31,1° qu'il parcourt en 3 796 minutes. Le système de contrôle d'attitude est victime d'une défaillance le 6 août 1971 et le satellite est mis en veille le 8 octobre 1971. Trois expériences sont réactivées entre le 1er juin et le 13 juillet 1972 puis les opérations du satellite sont définitivement arrêtées le 14 juillet 1972.

### OGO 6
Le satellite OGO 6 (OGO-F) est lancé le 5 juin 1969 par un lanceur Thor-Agena D depuis la base de Vandenberg et placé sur une orbite polaire de 413 × 1 077 km avec une inclinaison de 82°. Le satellite embarque 26 expériences scientifiques dont l'objectif est d'observer les relations existant entre différentes caractéristiques de la haute atmosphère durant une période d'activité solaire élevée. Le 22 juin 1969, une défaillance dans un panneau solaire entraîne la création d'un potentiel négatif de 20 volts lorsque les panneaux solaires sont exposés au Soleil. Les résultats de sept expériences sont affectés. En octobre 1969, une rangée de cellules photovoltaïques tombent en panne sans conséquence sensible. Un des deux enregistreurs à bande magnétique est victime d'une défaillance en août 1970. En septembre 1970, à la suite de la dégradation de la production d'énergie et des équipements seules 14 expériences scientifiques fonctionnent encore normalement tandis que 3 fonctionnent en partie et 9 sont arrêtées. Fin juin 1971, les problèmes de production d'énergie s'aggravent et le satellite est mis en veille. Une expérience radio développé par un laboratoire japonais est activée entre le 10 octobre 1971 et mars 1972. Les opérations avec le satellite sont complètement arrêtées le 14 juillet 1972.

### Historique des missions
| Satellite | Masse  | Orbite                      | Date lancement   | Lanceur           | Fin de mission    | Identifiant Cospar | Résultat |
| --------- | ------ | --------------------------- | ---------------- | ----------------- | ----------------- | ------------------ | -------- |
| OGO 1 (A) | 487 kg | 282 km × 149 385 km 37.10°  | 5 septembre 1964 | Atlas-LV3 Agena B | 1er novembre 1971 | 1964-054A          |          |
| OGO 2 (C) | 520 kg | 415 km × 1 517 km, 87.43°   | 14 octobre 1965  | Thor-LV3 Agena D  | 1er novembre 1971 | 1965-081A          |          |
| OGO 3 (B) | 515 kg | 319 km × 122 173 km, 31.39° | 7 juin 1966      | Atlas-Agena B     | 29 février 1972   | 1966-049A          |          |
| OGO 4 (D) | 562 kg | 411 km × 903 km, 86.03°     | 28 juillet 1967  | Thor-Agena D      | 27 septembre 1971 | 1967-073A          |          |
| OGO 5 (E) | 611 kg | 232 km × 148 228 km, 31.13° | 4 mars 1968      | Atlas-Agena D     | 14 juillet 1972   | 1968-014A          |          |
| OGO 6 (F) | 632 kg | 397 km × 1 089 km, 82.00°   | 5 juin 1969      | Thorad-Agena D    | 14 juillet 1972   | 1969-051A          |          |

## Caractéristiques techniques
Tous les satellites OGO sont construits autour d'une plate-forme commune de forme parallélépipédique (0,9 × 0,9 × 1,8 m). L'orientation du satellite est maintenue fixe dans l'espace (stabilisée sur 3 axes) de manière que l'une des faces longues (0,9 × 1,8 m) pointe en permanence vers la Terre (cf schéma). Sur cette face ainsi que sur la face opposée une surface de 0,6 m2 est disponible pour des expériences scientifiques. Le système de contrôle d'attitude a la charge également de maintenir en permanence les panneaux solaires orientés perpendiculairement aux rayons solaires. Les réceptacles cubiques SOEP (Solar Oriented Experiment Package) fixés aux extrémités des panneaux solaires sur les deux faces permettent d'accueillir des expériences sur une surface de 0,1 m2. À une des extrémités du corps du satellite deux ensembles d'expérience OPEP-1 (Orbital Plane Experiment Package) et OPEP-2 sont fixés sur un support orientable qui permet de les maintenir tournés en direction de l'axe de progression du satellite. Deux perches longues de 5,7 mètres (EP-5 et EP-6) et quatre longues de 1,8 mètre (EP-1 à EP-4) accueillent à leur extrémité des expériences scientifiques qui doivent être maintenues loin du corps du satellite pour satisfaire des contraintes de visibilité ou de sensibilité. Par ailleurs le satellite dispose de plusieurs antennes pour les télécommunications, la plus visible étant une antenne Yagi orientable. Les expériences scientifiques peuvent disposer de leur propre antenne comme celle montrée sur le schéma qui partant de l'expérience SOEP-1 sur le panneau solaire s'allonge sur 9 mètres. Le satellite dispose de manière standard de douze appendices déployés en orbite en deux séquences pour éviter toute interférence.
Le système de contrôle d'attitude repose sur des senseurs d'horizon, des propulseurs à gaz froid et des roues de réaction. Il permet de maintenir le satellite stabilisé sur 3 axes avec une précision de 2° par rapport à la verticale locale, de 5° par rapport à la direction du Soleil et de 5° par rapport à l'axe de progression. Le système de contrôle thermique utilise des persiennes, qui s'ouvrent et se ferment de manière à maintenir une température de 10 à 24 °C dans le corps du satellite, et des résistances thermiques pour les expériences scientifiques montées à l'extérieur. L'énergie électrique est fournie par des panneaux solaires qui produisent 550 watts dont 50 watts sont disponibles pour les expériences scientifiques. L'énergie est stockée dans deux batteries nickel cadmium de 28 volts. Le système de télécommunications assure le transfert des données avec un débit qui peut être compris entre 1 et 64 kilobits par seconde. Les données scientifiques peuvent être transmises en temps réel ou en différé. Dans ce dernier cas elles sont stockées provisoirement sur un des deux enregistreurs à bande magnétique dont la vitesse d'enregistrement est de 1 à 4 kilobits par seconde et la vitesse de lecture comprise est de 64 à 128 kilobits/s.

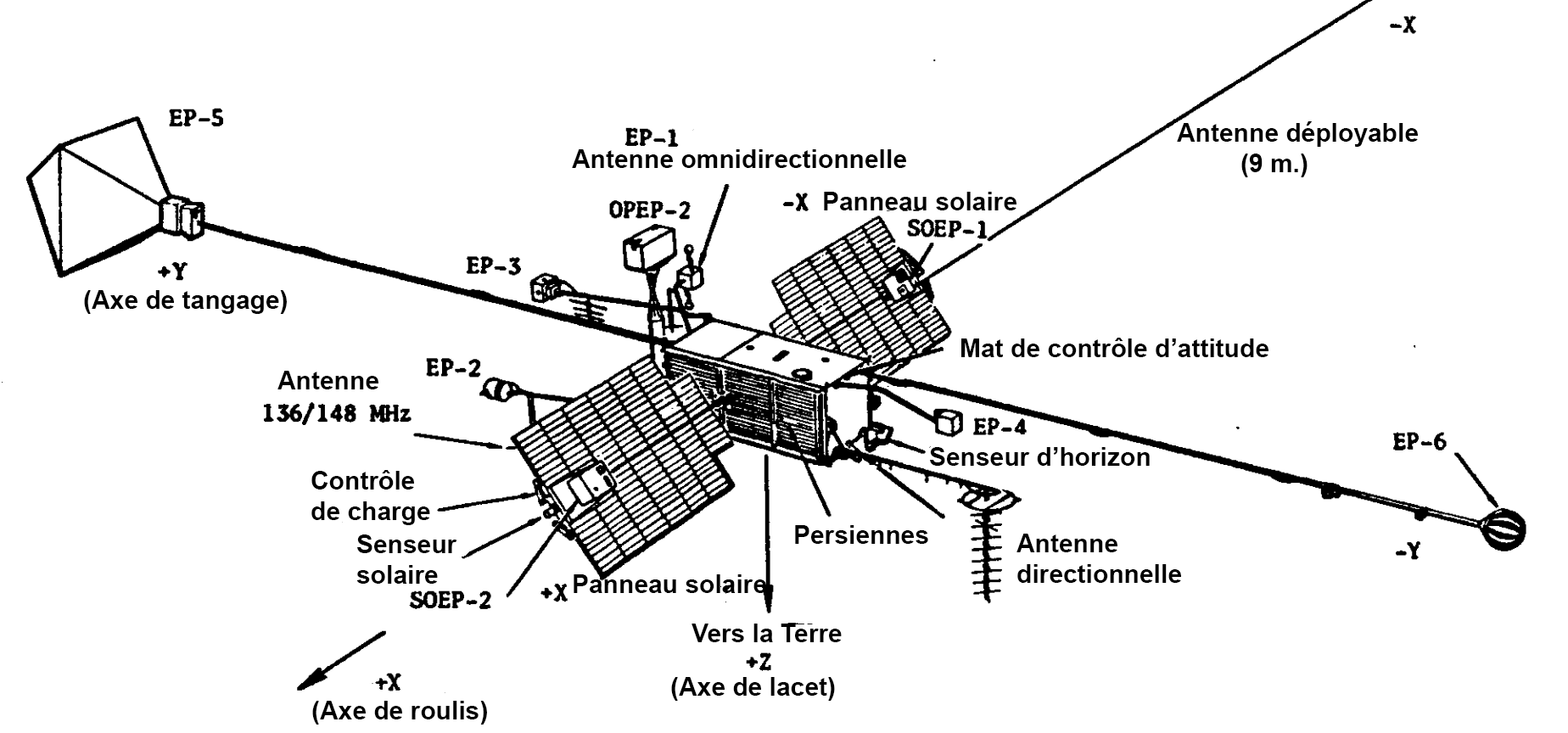
Le schéma d'un satellite OGO.

## Résultats scientifiques

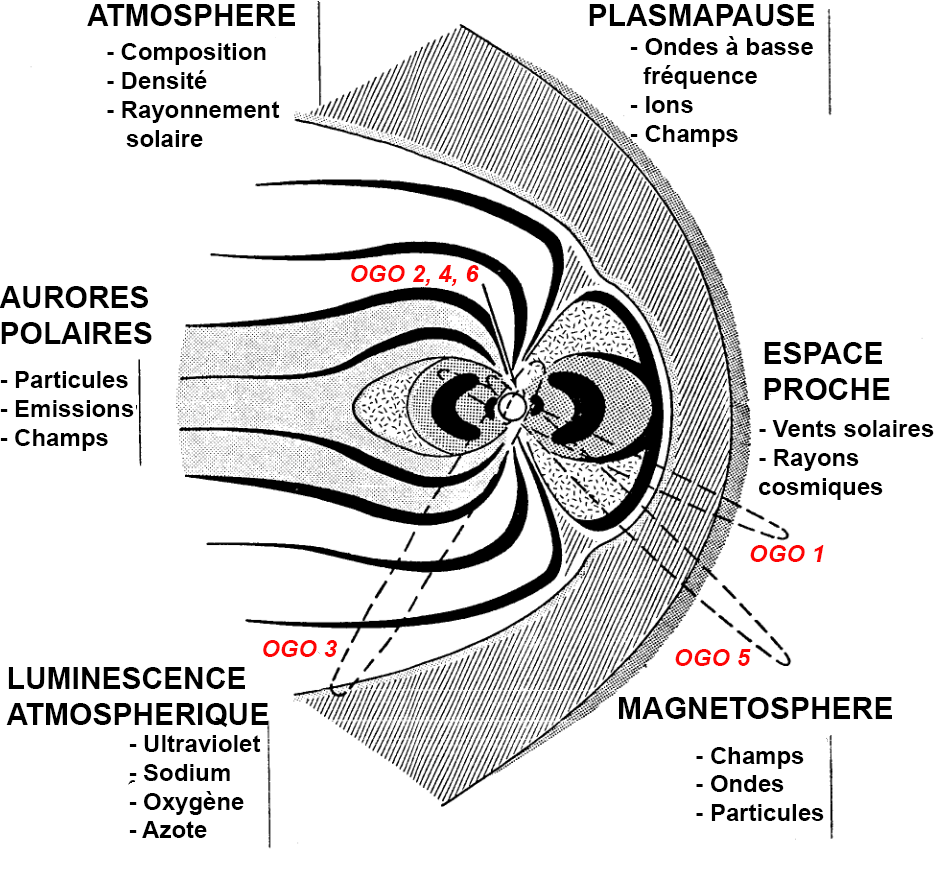
Les objectifs et orbite des satellites du programme OGO.

En 1969 alors que 5 observatoires sont opérationnels plus de 300 papiers scientifiques utilisant les données collectées par les satellites OGO ont déjà été publiés. Parmi les résultats cités à cette époque figurent :
- La première observation des protons responsables du courant électrique circulant autour de la Terre durant les tempêtes magnétiques à une distance de plusieurs rayons terrestres.
- La première observation globale depuis un satellite du champ magnétique terrestre aboutissant à la proposition d'une nouvelle modélisation.
- L'identification sans ambiguïté de l'influence du champ magnétique terrestre sur la population des ions.
- La vérification de l'existence d'une frontière interne, la plasmapause, entourant la région du rayonnement piégé de manière stable.
- La première mise en évidence qu'une région peuplée d'électrons à faible énergie entoure complètement les régions où les rayonnements sont piégés.
- La première observation d'aurores polaires de jour.
- La première cartographie planétaire de la distribution du phénomène de luminescence.
- De nouvelles connaissances relatives à la surface de choc (région où le vent solaire rencontre la magnétosphère terrestre) en particulier les premières mesures des champs électriques dans cette région.
- La mise en évidence de l'instabilité des limites de la magnétosphère qui pourrait expliquer comment les particules solaires pénètrent dans la magnétosphère.
- La première détection de la propagation non canalisée d'ondes à basse fréquence.

À l'époque les retombées suivantes sont envisagées. Les observations réalisées conduisent à la résolution d'importantes questions dans le domaine de la physique de propagation des particules énergétiques et des ondes, en physique des plasmas ionisés et en photochimie. Les données sur l'ionosphère et les processus de propagation pourraient permettre d'améliorer les télécommunications longue distance. L'étude des phénomènes de physique des plasmas à grande échelle pourrait accélérer la mise au point des techniques de confinement des plasmas chauds. La compréhension de la chimie à l’œuvre dans l'atmosphère terrestre pourrait fournir les bases pour une compréhension de l'environnement des atmosphères planétaires et pourrait constituer un élément important pour l'établissement de modèles théoriques expliquant la formation et l'évolution des environnements planétaires.